# Rosa Elvira Álvarez
Rosa Elvira Álvarez (David, 15 de febrero de 1915 - 1977) fue una educadora y poetisa vanguardista panameña, considerada la primera poetisa romántica del país.

## Biografía
Curso sus estudios primarios en el Colegio María Inmaculada en la ciudad de La Concepción y luego se trasladó a la capital en la sede de la institución. Posteriormente se mudó a los Estados Unidos y se radicaría en San Francisco estudiando en una institución de la misma orden religiosa. Luego se graduaría en la Universidad de California como educadora y se mudaría a Los Ángeles.
A finales de la década de 1930, comenzó a publicar poemas en revistas literarias de Los Ángeles con fuerte sentido de sensualidad y añoranza a su tierra natal con un matiz vanguardista aunque con resonancias tradicionales. En 1942 publicó su primer poemario, Nostalgias, que mantuvo dichos sentimientos a su país y sus tradiciones en sus poemas.
Posteriormente mantuvo un silencio artístico por varias décadas y no fue hasta 1969 que publicó dos nuevos poemarios llamados El alba perdurable, manteniendo la línea vanguardista, y Romance de la montuna, de carácter casi autobiográfico. En 1970 publicó Siete sonetos al escorial, con fuerte sentido místico.
Fue condecorada póstumamente en 1985 con la Orden Vasco Núñez de Balboa en Gran Comendador.